# Agathis moorei
Agathis moorei — вид хвойних рослин родини араукарієвих.

## Таксономічні зауваження
Agathis corbassonii тут включено в A. moorei. А. corbassonii спочатку розглядався окремо на підставі дуже червонувато-коричневої кори і вузького листя.  Тим не менш, недавній перегляд (D.Phil thesis, Oxford 2008) переконливо свідчить про те, що ці відмінності пов'язані з умовами навколишнього середовища.

## Поширення, екологія
Ендемік Нової Каледонії, рослини розкидані по всьому острову в субтропічних дощових лісах на висотах до 1000 м. Має цінну деревини.

## Морфологія
Дерева 15–30 м заввишки, з розлогою кроною. Кора білувата, відлущується на дрібні луски; внутрішня кора жовтувато-коричнева або червонувата. Листки від ланцетних до еліптичних, темно-зелені вище, бліді нижче, 5–7 × 0,8–1,2 см, майже сидячі. Бруньки короткі та круглі з кількома великих лусками. Шишки глобулярні або грушоподібні, 10–15 × 9–12 см. Пилкові шишки циліндричні, 2,5–3 × 0,8–0,9 см, на 8–12 мм стеблах. Насіння вузькі, з одним косим крилом і одним малим, гострим крилом.

## Загрози та охорона
Істотне зниження відбулося в останні роки у зв'язку з надмірною експлуатацією деревини. Вирубка триває. Збільшення пожеж та перехід лісів в інші види використання призвели до збільшення фрагментації середовища проживання і відсутності регенерації. Дуже небагато субпопуляцій знаходяться в охоронних районах.